# 二俣駅
二俣駅（ふたまたえき）は、京都府福知山市大江町二俣にある、WILLER TRAINS（京都丹後鉄道）宮福線の駅である。駅番号はF9。
福知山市鉄道利用増進協議会による駅の愛称は「和紙の里 猿田彦神社前駅」。駅周辺にある和紙伝承館と猿田彦神社に由来する。

## 歴史
- 1988年（昭和63年）7月16日：宮福鉄道（現・北近畿タンゴ鉄道）宮福線開業と同時に設置[1]。
- 2015年（平成27年）4月1日：WILLER TRAINSへの移管により、京都丹後鉄道宮福線の駅となる。

## 駅構造

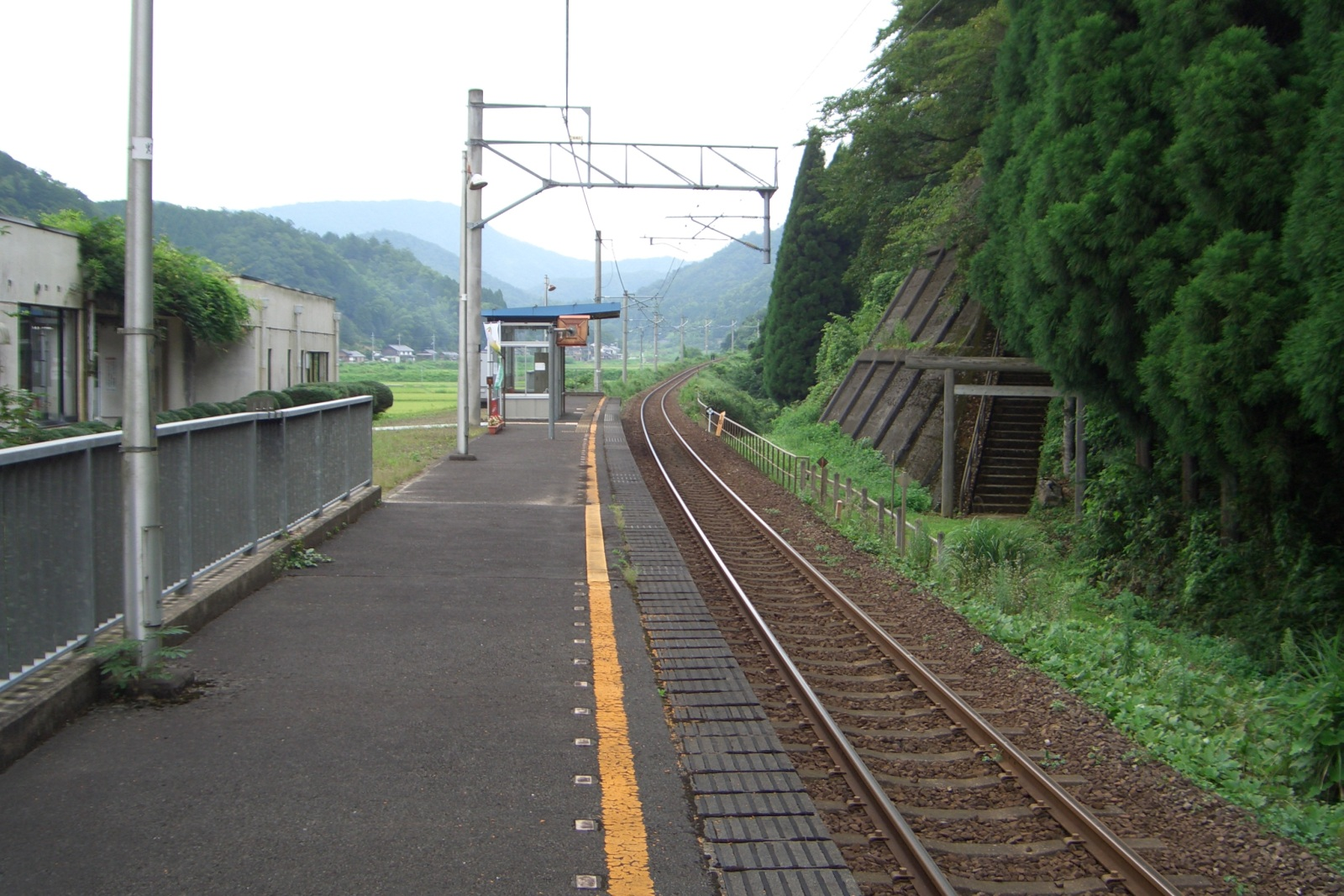
のりば（2009年8月）

1面1線の地上駅。宮津方から見て線路は南に伸び、西側に単式ホームがある。分岐器や絶対信号機がないため、停留所に分類される。宮福線の変電所が併設されている。駅舎に隣接する建物は公民館であったが2009年に休館、その後2024年8月より地元の縫製企業が工場として使用している。無人駅であり、自動券売機も設置されていないが男女別水洗トイレが駅前にある。

## 利用状況
1日の平均乗車人員は以下の通りである。
| 乗車人員推移 | 乗車人員推移 |
| 年度         | 1日平均人数  |
| ------------ | ------------ |
| 1999         | 19           |
| 2000         | 16           |
| 2001         | 16           |
| 2002         | 8            |
| 2003         | 11           |
| 2004         | 5            |
| 2005         | 8            |
| 2006         | 8            |
| 2007         | 3            |
| 2008         | 6            |
| 2009         | 6            |
| 2010         | 27           |
| 2011         | 10           |
| 2012         | 8            |
| 2013         | 7            |
| 2014         | 8            |
| 2015         | 3            |
| 2016         | 3            |
| 2017         | 0            |
| 2018         | 0            |

## 駅周辺
- 猿田彦神社
- 京都府道9号綾部大江宮津線
- 宮川
- 和紙伝承館
- ラジオ博物館 - 福知山市立美鈴小学校（廃校）の南隣。
- 福知山市営バス「二俣駅前」停留所 - 大江山の家線

かつては福知山市立美鈴小学校や河守上保育所が付近にあった。

## 隣の駅
WILLER TRAINS（京都丹後鉄道）
■宮福線
大江高校前駅 (F8) - 二俣駅 (F9) - 大江山口内宮駅 (F10)